# Címerjog
A címerjog a heraldikán belül a címerviselés jogával és körülményeivel a foglalkozó diszciplína, melyet a 13. században az első heraldikusok hoztak létre, akik maguk is jogászok voltak. A címerjogot először Felix Hauptmann (Das Wappenrecht. Bern, 1897) tárgyalta átfogó módon.
A heraldikai jog az élő heraldika korában fejlődött ki, de inkább szokás-, mint írott jog. A címerjogi szabályok két csoportba oszlanak:
Az első csoportba tartozók azt határozzák meg, hogy kik jogosultak címerhasználatra, tehát közjogi természetűek.
A másodikba tartozók a címerjog meghatározásával, az egyéneknek címerükhöz való viszonyaival, a címerszerzés és címerhasználatra való jogosultság módjaival és bizonyításával, valamint ennek elvesztésével foglalkoznak és a magánjog körébe tartoznak.
A címerhasználatnak kétféle jogalapja lehet: 1. a saját vagy nemesi jog és 2. a királyi privilégium.
Saját jogból használhattak címert azon természetes és jogi személyek, akiket közjogi állásuknál fogva ez megilletett (1. nemesi családok, 2. országok, 3. városok, 4. vármegyék, 5. egyháznagyok, 6. egyházi és világi rendek).
Királyi privilégium alapján: 1. Azon polgári családok és társulatok, akiknek a fejedelem a címerviselésre való jogot, különös kegyelemből, megadta, habár közjogi állásuknál fogva ez nem illeti meg őket; 2. azon nemesi családok, akiknek az uralkodó címert adományozott.

## A címerjog jellege
A címerhasználatra való jogosultság magánjogi természetű, általában csak azt jelenti, hogy az adott címerviselő bizonyos címerrel mint a sajátjával bír. Csak ezen bizonyos címerhez vannak jogai, nem minden tetszés szerintihez vagy olyanhoz, amelyhez másnak van már joga. Egy személynek lehet joga több címert is használni, melyek használati jogosultsága többféle természetű is lehet. Az egyiket használhatja mint saját, a többit mint idegen címert. A saját címer az, melyet mint családi jelvényt használ, az idegen pedig az, amelyet más okból használhat pl. országos címert, rendi címert és igénycímert.
Címeregyesítésnél vagy a címerek összetételénél ez a címerjogi különbség nyilvánul meg a címerábrák és címerfajták sorrendjénél. Ilyenkor tekintettel kell lenni az egyesítendő címerek nemeire és arra, hogy egyenlő vagy különböző jelentőségűek vagy jogúak-e, hogy vannak-e köztük méltósági vagy kegyúri címerek stb., mert az egyneműeket szétválasztani és más neműekkel összekeverni nem szabad. A jelentékenyebb czímert illeti a főhely.
Az államcímereknél irányadó a fejedelem címeinek a sorrendje. A fejedelem családi címere a boglárpajzsra kerül, a méltóság-, kegyúri- és tiszteletcímerek a családiakat megelőzik.
A címerhez való jog nem a megtestesült címer bírására vonatkozik, hanem inkább arra, hogy birtokosa vele díszítheti a fegyvereit és viselheti ismertető jelként és megkülönböztetésül. Mert például valaki eladhatja sisakját vagy pajzsát, melyen a címere van, anélkül, hogy a címerre való jogát is eladná. Végül pedig lehet valakinek joga címerviselésre, anélkül is, hogy címere lenne. A címerviselésre való jog tehát nem valamely dologra, hanem valamely jogra való jogosultság. Emellett a címerre való jog a dologra való joghoz analóg elbánásban részesült. A jogrend elismerte, hogy valaki az anyagi dolgokhoz hasonlóan, valamely jog felett is gyakorolhat uraságot. Ilyen nem anyagi birtok a név és a címer.
A címerszerzés eleinte önkényes felvétel útján történt, majd fejedelmi adományozás által. Noha nem volt olyan törvény, amely megtiltotta volna az önkényes felvételt, ezt mégis meg nem engedhetőnek tekintették már a legrégibb armálisaink kiállításának idejében is. Ezen címerlevelek szövegében ugyanis a következőket olvassuk: „a claro lumine troni cesarae vel regie maiestatis veut e sole radii nobilitatis legitimo iure procedunt et omnium nobilitatum insignia ab imperatoria, vel regia Maiestate sic dependent ut non sit dari alicuius generositatis insigne quod a gremio non proveniat cesarae seu regie dignitatis vel claritatis”.
Vétel és ajándék -- továbbá örökbefogadás -- útján is lehetett címert szerezni, de később, hogy ez jogérvényes legyen, a fejedelemnek is jóvá kellett hagynia. Úgy látszik, hogy a címeres polgári családok a címerük segítségével észrevétlenül a nemesség közé jutottak, pedig Werbőczi szerint a címer nem bizonyította a nemességet és a nemesség bizonyítására a címer felmutatása sem volt szükséges. A címer meglétét nem tartották elegendőnek a nemesség igazolásához, még a 18. században sem, amint az két 1732. évi (április 16-án és október 11-én kelt) királyi rendeletből látható.
A címerjog körébe tartoznak a címerbitorlás megakadályozására vonatkozó intézkedések. E tekintetben külföldön törvényeket alkottak, de nálunk ezt 1883-ig elmulasztották és az ez évi törvény is csak az ország címerének bitorlása ellen foglal intézkedést. Mindamellett a címerbitorlást nálunk is büntetendő cselekménynek tekintették; ezt bizonyítja Zsigmond 1416. évi armalisának szövege, amelyben 10 arany márka bírságot szabott ki a Jánokiaknak és Zásziaknak adott címer esetleges bitorlóira.
A Magyarországon a címerbitorlás csak ritkán került bíróság elé. A Pribék család például jogtalanul használta a Nagymihályiak címerét. Ebből állítólag per is lett, de úgy látszik, hogy mivel nem volt re törvény, nem volt mire alapítani az eltiltó ítéletet, mert a Pribékek tovább is használták a peres címert.

## Története
Kezdetben a lovagok, majd később a polgárok és a parasztok szabadon vették fel a címerüket, ezért arról nem rendelkeztek uralkodói oklevéllel. Címerüket a hagyomány és a szokásjog alapján viselték, melyet a közösség és az uralkodó is elfogadott. A 14. század közepétől az uralkodók kezdtek oklevélben kiállított és pecséttel megerősített címeres és nemesi leveleket kiállítani. Ekkor jöttek létre az adománycímerek. Az első ismert címeradományozó oklevelet Nagy Lajos állította ki 1369-ben Kassa számára. Károly Róbert király 1327-es címerjavító oklevelében Dancs mester, zólyomi ispán részére elrendeli, hogy címerében az ezüst részeket aranyra cserélheti és ezt a sisakdíszén és a zászlóján is megteheti, de csak akkor, ha csatlakozik a királyi hadjárathoz. Elrendeli azt is, hogy amennyiben Dancs mester bármilyen lovaggal találkozik, aki hasonló címert visel, el kell azt tőle vennie. A magyar címereslevelek azt is részletesen leírják, hogy a megadományozott családok hol viselhetik a címerüket (lovagi tornákon, fegyvereken, épületeken, pecsétgyűrűkön, sátrakon, hintókon stb.).
Bartolo de Sassoferrato, majd őt követően több jogászból lett heraldikus úgy vélekedett, hogy a címerek jogos viseléséhez fejedelmi jóváhagyásra van szükség. Az uralkodók felismerték, hogy a címeres levelek kiállítása jelentős bevételi forrást jelenthet az udvar számára. Ezért több országban a nemesség- és címeradományozás a kancellária és a heroldhivatalok feladata lett, ami tovább erősítette a címerek jogi szemléletét. A 18. században J. A. Philippi a címereket már nem jogi, hanem kultúrtörténeti alkotásoknak tartotta. Úgy vélte: „A címerhasználat nem a jog-, hanem a kultúrtörténet megnyilvánulása.“ Korábban évszázadokig úgy tartották, hogy a címerek a jog tárgykörébe tartoznak.
A 19. század végén a Monarchiában (főleg Ausztriában) polgári címerek értékesítésével különféle heraldikai vállalkozások is foglalkoztak. Ezek Nyugat-Európában és Amerikában ma is léteznek és névazonosság alapján tisztességtelen módon pénzért értékesítenek címereket az érdeklődők számára, sőt néhány helyen címerkészítő automaták is megjelentek, melyek a név megadása és a pénz bedobása után kidaják az adott "címert", mint bármiféle más árut.
Az Amerikai Egyesült Államokban bárki szabadon alkothat és használhat címert. Az ilyen felvett címerek angol neve arms of assumption.

## Magyarországon
Magyarországon sohasem alakult ki a címerek olyan fokú kultusza, mint nyugaton. Werbőczy István szerint a címereknek semmi jogi jelentőségük nincs, nem kellékei, csak díszei a nemességnek. 
Magyarországon a nemesi (címek és) címerek használatát az 1947. évi IV. törvény 3. § (2) bekezdése tiltotta meg (jelenleg is hatályos): „Nemesi előnevek, nemesi címerek és jelvények vagy nemesi nemzetségi származásra utaló kifejezések (de genere) használata tilos”. A törvénynek azonban nincs szankciója, így bár a címerhasználat de jure tilos, de facto viszont nincs sem akadálya, sem jogkövetkezménye.

### A polgári családok címerei Magyarországon
Magyarországon a polgári családok közül kizárólag a német származásúak viseltek címert, amelyet szülőföldjükről hoztak. Ez azonban kevésbé elterjedt szokásnak minősült, mivel kevés családnak volt kellő tekintélye és elegendő anyagi háttere, ahhoz hogy saját címere legyen. Alig maradt nyoma a címer használatáról. Többek között a Spielmann, a Prückler, a Lenz és a Topits polgári származású családok címerei maradtak meg. Például, a Prückler családból való Prückler József (1778-1848), pékmester, választott pesti polgár, akinek a családja Schwarzenbachból származott, egyike volt azoknak, aki használta a családja címeres viaszpecsétjét. A pajzson egy faedény (budunka), és a sisakdíszén egy azonos alak két fekete sasszárnnyal található. A sisakon nem volt korona, mivel ez csak a nemesi címerek kiváltsága volt. A későbbiekben a fiai egyszerű monogramos viaszpecséteket használtak.
Egy másik példa a Budai Várnegyedben található, az Úri utcában. 1570-ben már felbukkant Asbóth Jánosné Spielmann Hedvig (1858-?) családjának a polgári címere, amely egykor a házuk homlokzatát díszítette a férje címere mellett.